# Komuna e Bubqit
Komuna e Bubqit är en kommun i Albanien.   Den ligger i prefekturen Qarku i Durrësit, i den nordvästra delen av landet, 21 km nordväst om huvudstaden Tirana.
Trakten runt Komuna e Bubqit består till största delen av jordbruksmark.  Runt Komuna e Bubqit är det ganska tätbefolkat, med 248 invånare per kvadratkilometer.